# Frédéric de Reiffenberg
Le baron Frédéric Auguste Ferdinand Thomas, comte de Reiffenberg, né à Mons (Hainaut), au numéro 12, rue du Rivage, le 14 novembre 1795 et mort à Saint-Josse-ten-Noode (Bruxelles) le 18 avril 1850, est un polygraphe et historien belge.

## Biographie
Frédéric de Reiffenberg est le fils de Frédéric, baron de Reiffenberg, et de Marie Antoinette Senault. Il épouse Marie Frantzen, petite-fille du général Jean-André van der Mersch.
Il professeur de philosophie à l'université d'État de Louvain puis professeur d'histoire à l'université de Liège. Accusé de plagiat, il manque d'être destitué, est écarté du jury des examens et quitte Liège. En 1837, ses amis obtiennent qu'il soit nommé conservateur de la Bibliothèque royale de Belgique, nouvellement constituée. Il devient l'un des membres les plus actifs de l'Académie royale des sciences, des lettres et des beaux-arts de Belgique.  
Il fut également membre de l'Institut de France.  
Il est inhumé au cimetière de Laeken.

## Choix de publications
- Les Politiques de salon, comédie en 3 actes et en vers, 1821
- De Justi Lipsii, v. inl., vita et scriptis commentarius in stadio regiae scientiarum literarumque Academiae Brux. aurea palma donatus, 1821
- Mémoire couronné en réponse à cette question proposée par l'Académie royale de Bruxelles : « Quel a été l'état de la population des fabriques et manufactures et du commerce dans les provinces des Pays-Bas, pendant les XVe et XVIe siècles ? » 1822
- Les Harpes, 1823 (recueil de poésies).
- Poésies diverses suivies d'épîtres et de discours en vers, 2 vol., 1825
- Archives philologiques, 6 vol., 1825-1830
- Résumé de l'histoire des Pays-Bas, 2 vol., 1827
- Ruines et souvenirs, 1832
- Principes de logique, suivis de l'histoire et de la bibliographie de cette science, 1833 Texte en ligne
- Supplément à l'Art de vérifier les dates et aux divers recueils diplomatiques, ou Mémoire sur quelques anciens fiefs, 1834
- Histoire de l'ordre de la Toison d'or, depuis son institution jusqu'à la cessation des chapitres généraux, tirée des archives mêmes de cet ordre et des écrivains qui en ont traité, 1835 Texte en ligne
- Essai sur la statistique ancienne de la Belgique : I. Population. II. Architecture. III. Mobilier, costumes, 1835
- Souvenirs d'un pèlerinage en l'honneur de Schiller, 1839
- Le Feld-Maréchal prince Charles-Joseph de Ligne, 1845
- Apologues, 1848
- Histoire du comté de Hainaut, 3 vol., s. d.  Le tome 3 est signé par J. E. Vandervin, professeur à l'Athénée de Gand.

Édition de textes
- Mémoires de Jacques Duclercq, imprimés sur les manuscrits du roi, 4 vol., 1823
- Nouvelles Archives historiques des Pays-Bas, 2 vol., 1829-1831
- Le Dimanche, récits de Marsilius Brunck, 2 vol., 1834
- Le Lundi, nouveaux récits de Marsilius Brunck, 1835
- Correspondance de Marguerite d'Autriche avec Philippe II, suivie des interrogatoires du comte d'Egmont, 1842
- Monuments pour servir à l'histoire des provinces de Namur, de Hainaut et de Luxembourg, avec Léopold Devillers et Joseph Jean de Smet, 10 vol., 1844-1874
- Gilles de Chin, poëme de Gautier de Tournay, trouvère du XIVe siècle, 1845
- Une existence de grand seigneur au XVIe siècle, mémoires autographes du duc Charles de Croÿ, 1845